# Гробљанска улица (Земун)
| ГРОБЉАНСКА · улица            | ГРОБЉАНСКА · улица                 |
| ----------------------------- | ---------------------------------- |
|                               |                                    |
| Општина                       | Земун                              |
| Почетак                       | Улице Сибињанина Јанка и Синђелића |
| Крај                          | ћорсокак                           |
| Дужина                        | 44.849018 m                        |
| Ширина                        | 20.409047 m                        |
|                               |                                    |
|                               |                                    |
| Црква Светог Димитрија, бр. 5 |                                    |

Гробљанска улица се налази у општини Земун и у Горњоградском округу (Гардош).

## Опис улице
Гробљанска улица почиње на раскрсници улица Сибињанин Јанка и Синђелићеве, код Дунава, и иде ка југоистоку; иде дуж Земунског гробља, прелази Високу улицу и завршава се у ћорсокаку; повезана је сокаком са Тргом Бранка Радичевића.
Црква Светог Димитрија, позната и као капела Хариш, која се налази на бр. 5, изграђена је између 1874. и 1878. године у неовизантијском стилу; због своје архитектонске вредности данас је уврштен на листу заштићених споменика културе Републике Србије и на листу заштићених културних добара града Београда.
Кула Јован Хуњади (Кула Сибињанин Јанка), позната и као „Миленијумска кула” и „Кула Гардош”, налази се у улици. Свечано је отворен 1896. године поводом прославе хиљадугодишњице насељавања Мађара у Панонску низију. У то време, био је део низа конструкција у знак сећања на догађај, са зградама подигнутим у Будимпешти и четири Миленијумске куле смештене у четири главна географска правца; земунска је представљала најјужнију кулу, град је тада био део Краљевине Угарске у оквиру Аустроугарске. Подигнут је на месту средњовековне тврђаве Гардош, од које су данас остале само угаоне куле и део одбрамбених бедема. Еклектичан у стилу, углавном је под утицајем римске архитектуре и неколико деценија су га градски ватрогасци користили као осматрачницу. Његово име подсећа на сећање на Жана Хуњадија који је умро у старој тврђави.